# Trouble's Coming
Trouble's Coming è un singolo del gruppo musicale britannico Royal Blood, pubblicato il 24 settembre 2020 come primo estratto dal terzo album in studio Typhoons.

## Descrizione
Contrariamente a quanto operato in passato, il brano si caratterizza per un maggiore utilizzo delle tastiere, che si ispirano alle sonorità dance di gruppi come Daft Punk e Justice. Secondo quanto spiegato dal frontman Mike Kerr, Trouble's Coming rappresenta un momento importante all'interno del disco:

## Video musicale
Il videoclip, diretto da Dir. LX, è stato presentato il 23 ottobre 2020 attraverso il canale YouTube del duo e mostra questi ultimi affrontare le loro controparti demoniache.

## Tracce
Testi di Mike Kerry, musiche dei Royal Blood.
7", download digitale
1. Trouble's Coming – 3:48

Download digitale – remix
1. Trouble's Coming (Purple Disco Machine Remix) – 4:25

## Formazione
Gruppo
- Mike Kerr − basso, tastiera, voce, cori
- Ben Thatcher − batteria, percussioni

Altri musicisti
- Bobbie Gordon − cori aggiuntivi

Produzione
- Royal Blood − produzione
- Paul Epworth − produzione aggiuntiva
- Matt Wiggins − ingegneria del suono aggiuntiva
- Claude Vause − assistenza tecnica
- Marcus Locock − assistenza tecnica
- Riley MacIntyre − ingegneria strumentazione
- Pete Hutchings − ingegneria parti vocali
- Matty Green − missaggio
- Joe LaPorta − mastering

## Successo commerciale
Nel Regno Unito Trouble's Coming ha debuttato alla posizione 46 della Official Singles Chart, conquistando la vetta della Official Physical Chart e della Official Vinyl Chart.
Anche negli Stati Uniti d'America il singolo ha ottenuto un buon successo, conquistando la prima posizione della Mainstream Rock Airplay stilata da Billboard.

## Classifiche
| Classifica (2020/21)             | Posizione massima |
| -------------------------------- | ----------------- |
| Belgio (Fiandre)                 | 64                |
| Belgio (Vallonia)                | 97                |
| Regno Unito                      | 46                |
| Stati Uniti (alternative)        | 8                 |
| Stati Uniti (mainstream rock)    | 1                 |
| Stati Uniti (rock & alternative) | 28                |